# V tvoikh rukakh zhizn
V tvoikh rukakh zhizn è un film del 1959 diretto da Nikolai Rozantsev.